# Damery Communal Cemetery
Damery Communal Cemetery is een begraafplaats gelegen in de Franse plaats Damery (Somme). De militaire graven worden onderhouden door de Commonwealth War Graves Commission.
De begraafplaats telt 7 geïdentificeerde Gemenebest graven uit de Eerste Wereldoorlog.